# Fileteado
Il fileteado (in spagnolo letteralmente "filettato") è uno stile artistico della pittura e del disegno tipico della città di Buenos Aires, in Argentina, che si caratterizza per linee che diventano spirali, per colori forti, per l'uso ricorrente della simmetria, per effetti tridimensionali mediante ombre e prospettive e per un uso sovraccarico della superficie. Il suo repertorio decorativo include principalmente stilizzazioni di foglie, animali, cornucopie, fiori, bandierine e pietre preziose. Nel dicembre 2015 fu dichiarato patrimonio culturale immateriale dell'umanità dal Comitato Intergovernativo per la Salvaguardia dell'UNESCO.
Nacque a Buenos Aires verso la fine del XIX secolo come un semplice ornamento per abbellire i carri a trazione animale che trasportavano alimenti e con il tempo si trasformò in un'arte pittorica propria di questa città, al punto tale che finì per diventare l'emblema iconografico che meglio la rappresenta. Generalmente si includono dentro l'opera frasi ingegnose, proverbi poetici o aforismi scherzosi, emotivi o filosofici, scritti a volte in lunfardo e con lettere ornate, generalmente gotiche o corsive. Molti dei suoi iniziatori facevano parte delle famiglie di immigranti europei, portando con sé alcuni elementi artistici che si combinarono con quelli del patrimonio creolo, creando uno stile tipicamente argentino.
Nel 1970 si organizza la prima esposizione del filete, avvenimento a partire dal quale si diede al fileteado una maggiore importanza, riconoscendolo come un'arte della città e promuovendo la sua estensione a ogni tipo di superfici ed oggetti. 

## Storia
(Ricardo Gómez, fileteador.)

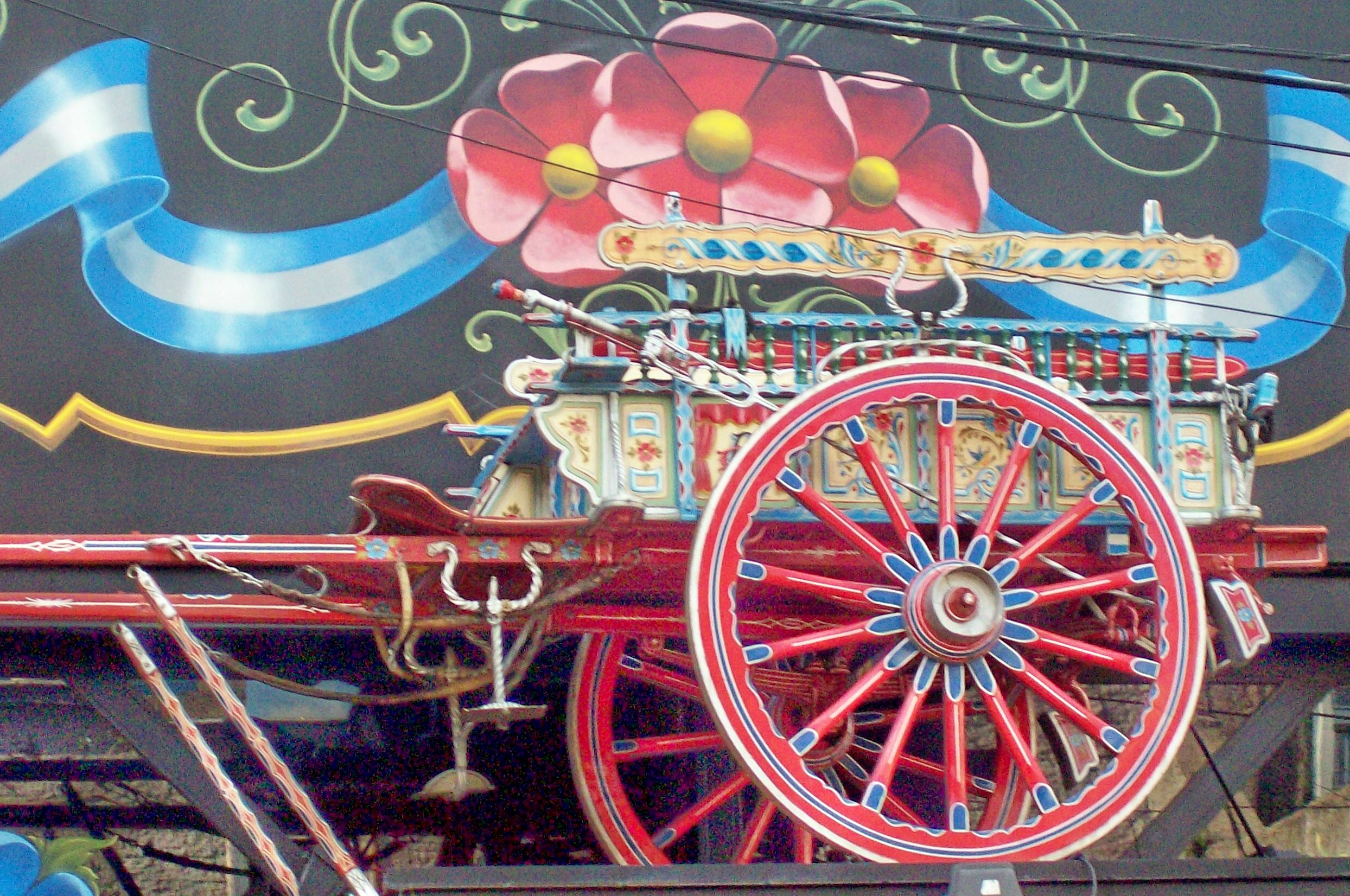
Carro fileteado in esposizione

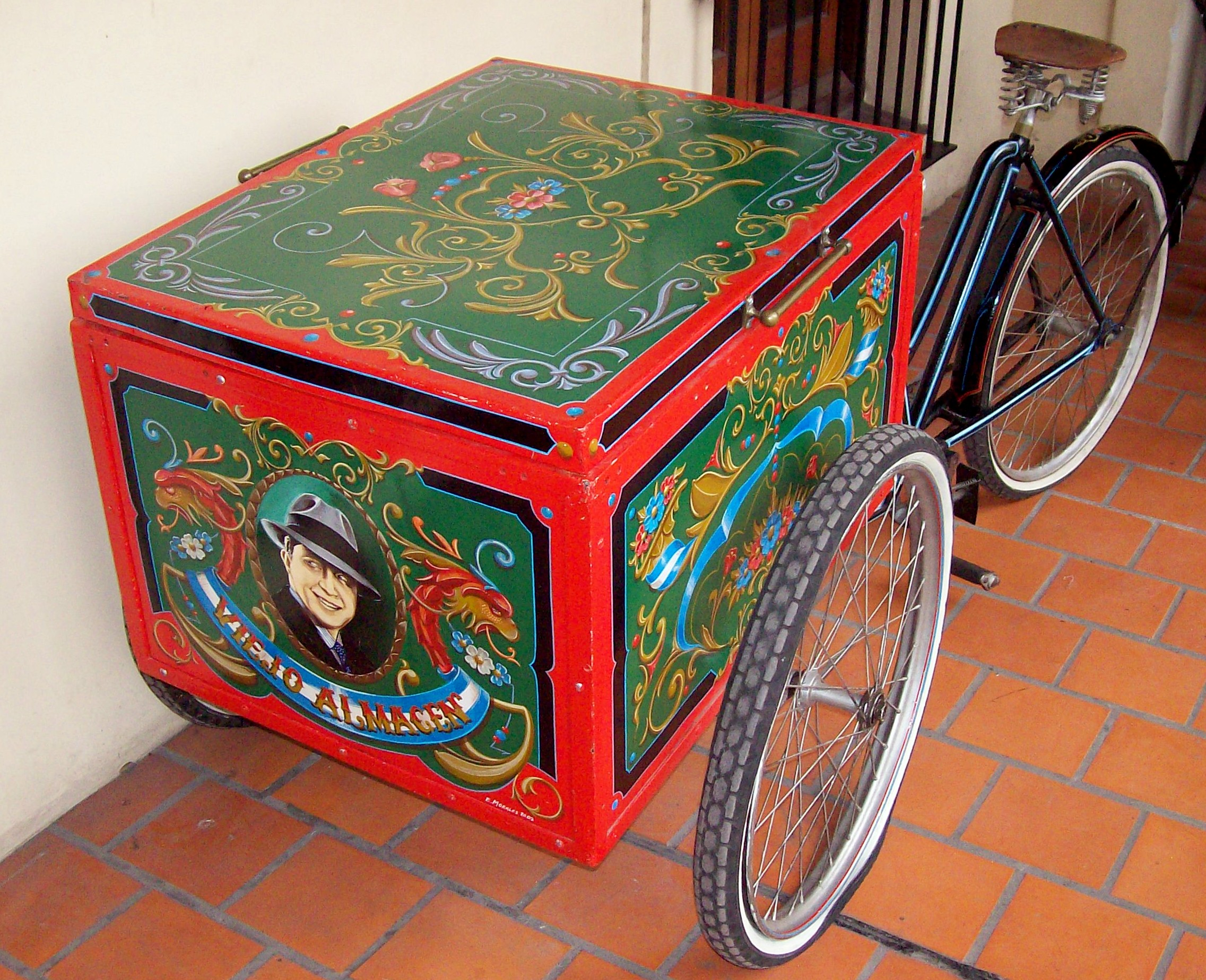
Triciclo

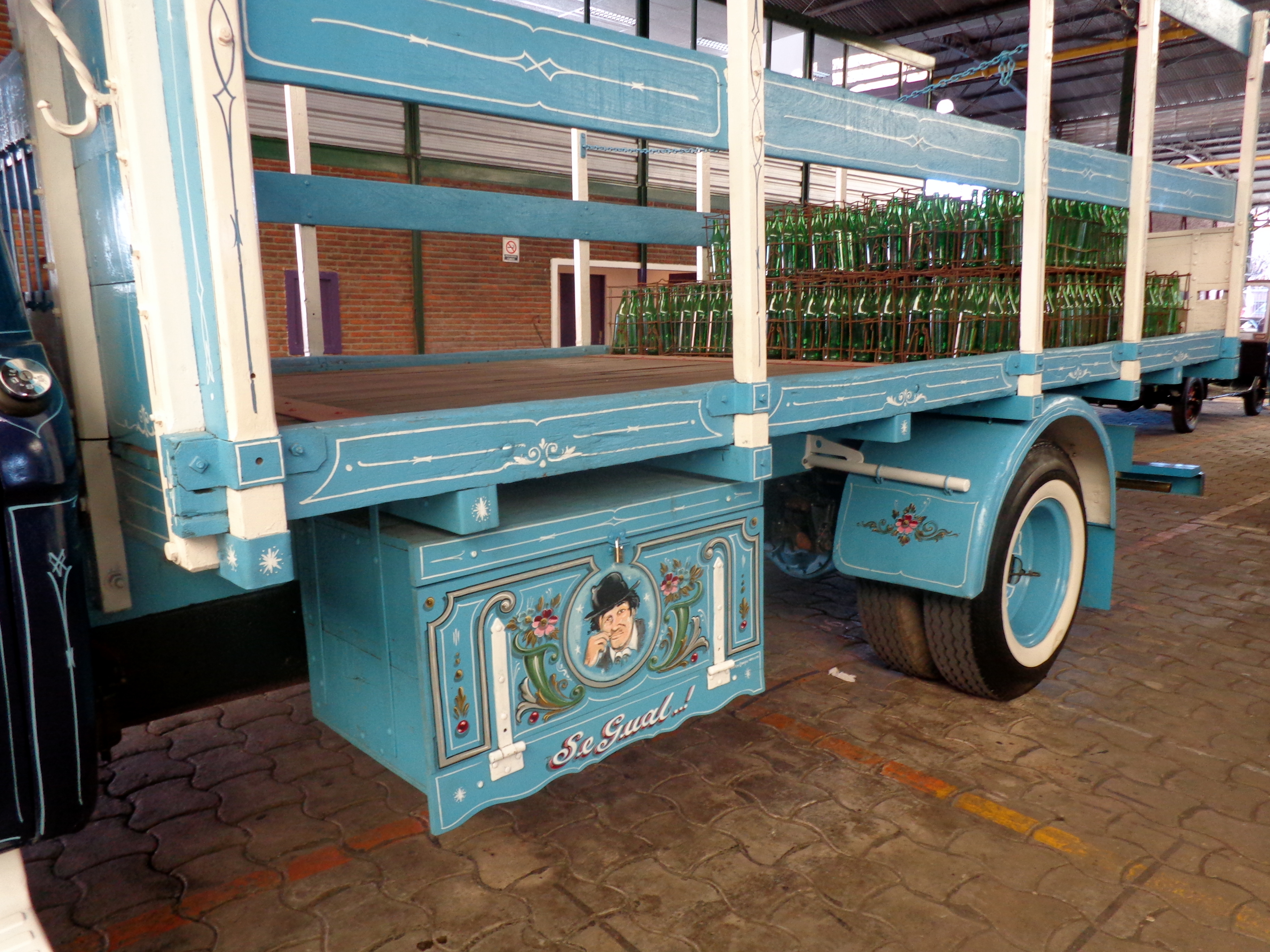
Camion da carico fileteado

L'inizio del fileteado si origina nei carri grigi, tirati dai cavalli, che trasportavano alimenti come latte, frutta, verdura o pane, alla fine del XIX secolo.
Un aneddoto, riferito dal fileteador Enrique Brunetti, racconta che nell'Avenida Paseo Colón, che a quel tempo era il limite tra la città e il suo porto, esisteva un'officina di carrozzeria nella quale lavoravano collaborando in compiti minori due umili bambini di origine italiana, che diventeranno importanti fileteadores: Vicente Brunetti (che sarebbe stato il padre del summenzionato Enrique) e Cecilio Pascarella, rispettivamente di dieci e tredici anni di età. Un giorno il padrone chiese loro di dare una mano di vernice a un carro, essendo a quel tempo i carri nella loro totalità dipinti di grigio. Forse per una birichinata o solo per un esperimento, il fatto è che dipinsero le fiancate del carro a colori, e questa idea piacque al padrone. Tanto più che a partire da quel giorno altri clienti chiesero di dipingere le fiancate dei loro carri a colori, per cui altre imprese di carrozzeria imitarono l'idea. Così, secondo quanto narrato da Enrique, sarebbe iniziata la decorazione dei carri; il passo seguente fu colorare i riquadri degli stessi impiegando "filetti" (filetes) di diversi spessori.
L'innovazione successiva fu includere cartelli nei quali figuravano il nome del proprietario, il suo indirizzo e la specialità che trasportava. Questo compito in principio era realizzato da letteristi francesi che a Buenos Aires si dedicavano a dipingere insegne per le attività commerciali. Poiché a volte il ritardo per l'inserimento di queste scritte era notevole, il padrone dell'officina di Paseo Colón incaricò Brunetti e Pascarella, che avevano visto come facevano il lavoro i francesi, di realizzare loro le scritte, distinguendosi Pascarella nel fare i cosiddetti firuletes che ornavano i cartelli e che sarebbero diventati caratteristici del fileteado.
Il pittore che decorava i carri veniva chiamato fileteador, giacché realizzava il lavoro con pennelli a pelo lungo o pennelli para filetear, ossia letteralmente "per filettare". La parola filete, come la corrispondente italiana filetto, deriva infatti dal latino filum e indica il "filo" o bordo di una modanatura, riferendosi nell'arte a una linea sottile che serve da ornamento.
Trattandosi di un compito che si realizzava concludendo la sistemazione del carro e immediatamente prima di incassare il pagamento dal cliente, che era ansioso di recuperare il suo strumento di lavoro, il fileteado doveva realizzarsi con rapidità.

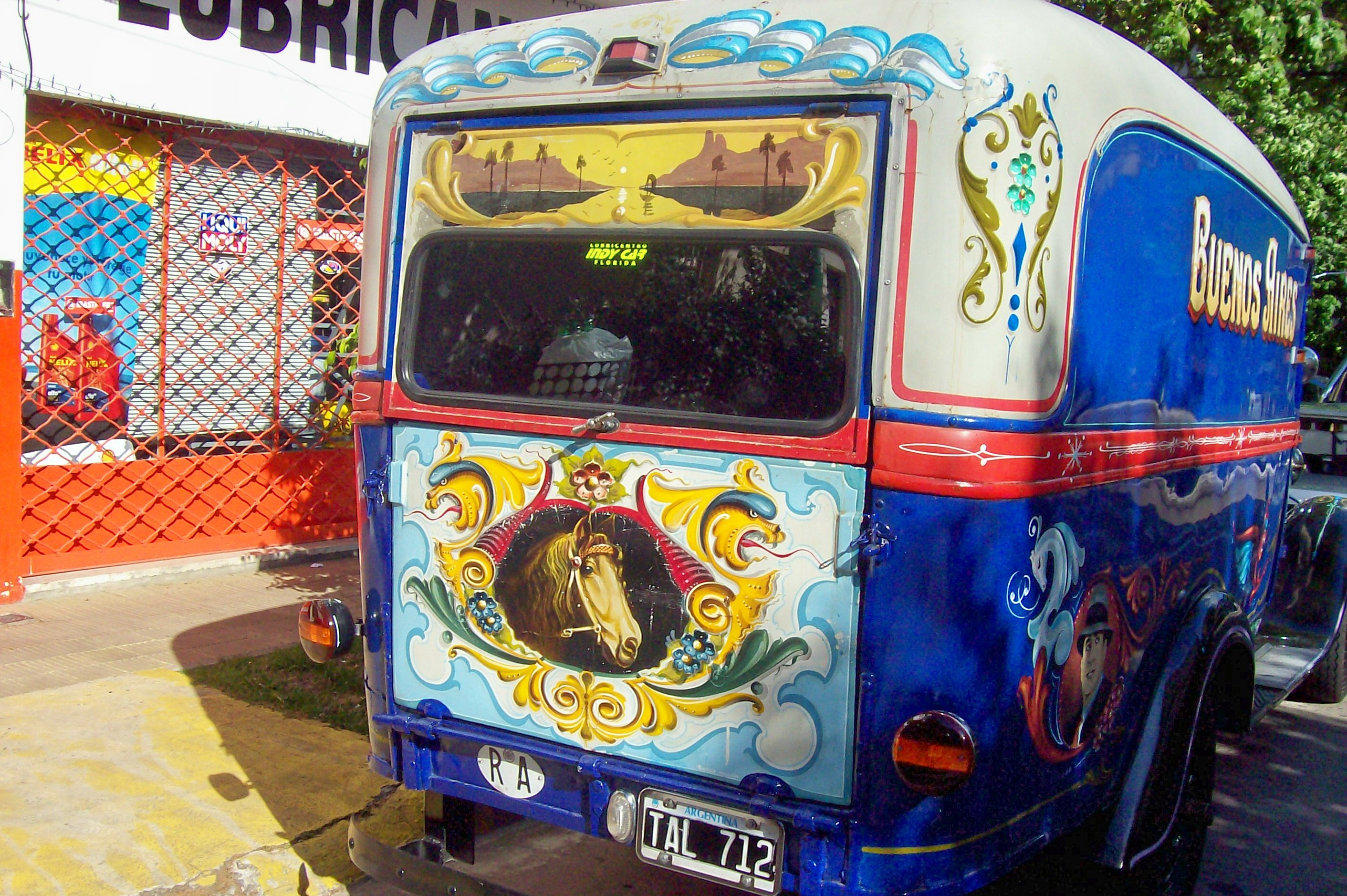
Modelo Ford 31 AA fileteado come una volta

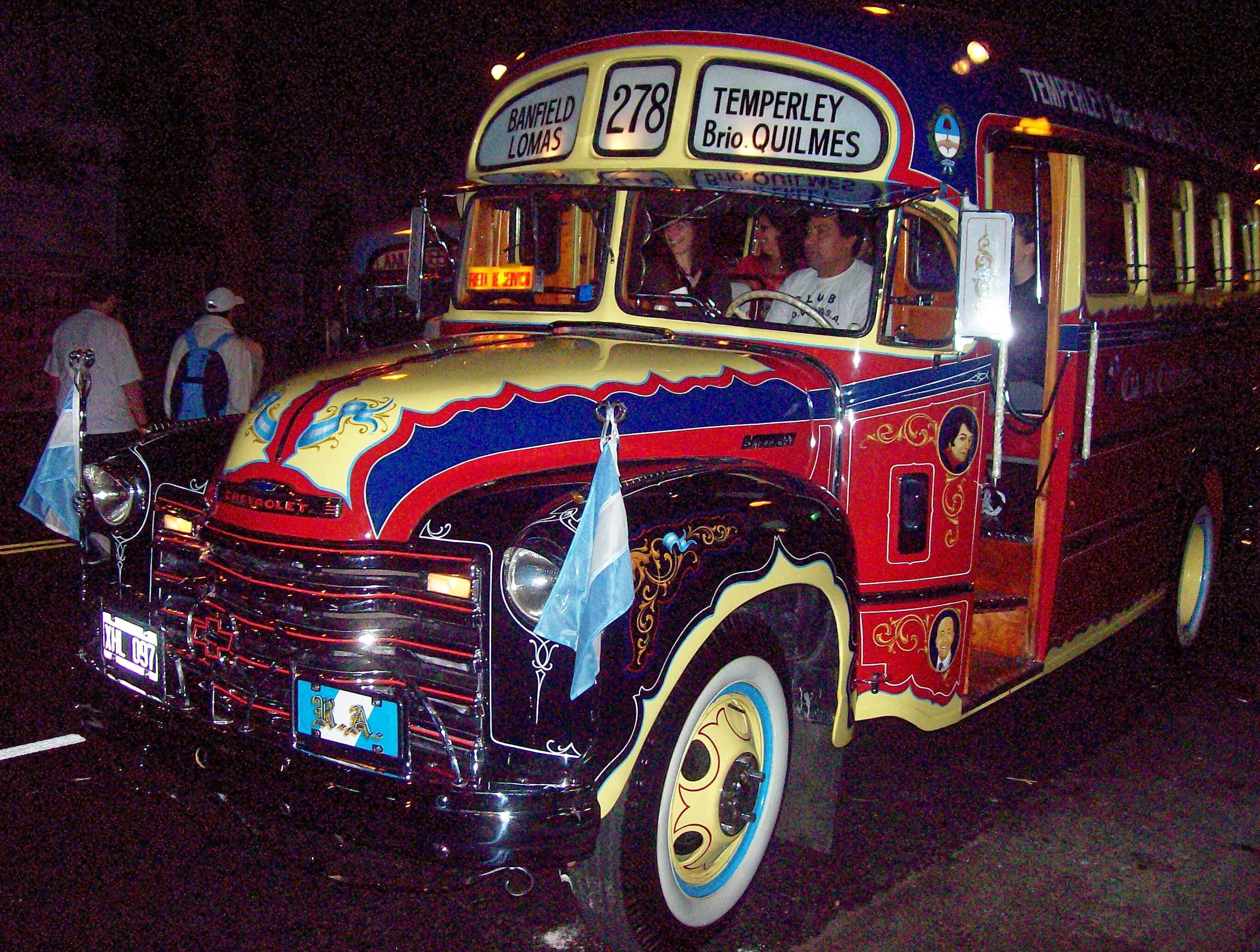
Autobus dell'anno 1947

Sorsero allora abili specialisti come Ernesto Magiori e Pepe Aguado, o artisti come Miguel Venturo, figlio di Salvador Venturo. Quest'ultimo era stato un capitano della Marina mercantile italiana che andando in pensione si stabilì a Buenos Aires, dove si dedicò al fileteado, incorporandovi motivi e idee della sua patria. Miguel studiò pittura e migliorò la tecnica di suo padre, venendo considerato da molti fileteadores come il pittore che diede forma al filete. A lui si deve l'introduzione di uccelli, fiori, diamanti e draghi nei motivi e nel disegno delle scritte sulle porte dei camion: di fronte al pagamento di imposte se i cartelli erano troppo grandi, Miguel ebbe l'idea di farli più piccoli, ma decorati con motivi simmetrici, formando fiori e draghi, perché fossero più appariscenti, disegno che si mantenne per molto tempo.
L'apparizione dell'automobile provocò la chiusura delle carrozzerie installate fuori delle città, per cui i carri e i sedioli dei campi e delle estancias (le grandi tenute agricole) dovettero essere portati nelle città per essere riparati dai danni occasionali. Facendolo, li si ornava anche con il fileteado e, così, il filete passò dall'ambiente urbano a quello rurale, diventando comune vedere carri campestre dipinti di verde e nero con filetti verde giallastro verde. Pablo Crotti fu un esperto nella fusione e fabbricazione di vetture. La sua carrozzeria, ubicata nelle vicinanze del barrio porteño di Floresta, fu una delle più famose del suo tempo.
Il camion eliminò dalla scena i carri per il trasporto alimentare e i primitivi "filettati" di questi si persero per sempre, giacché nessuno si prese il disturbo di conservare alcun modello per la posterità. D'altra parte, il camion presentava tutta una sfida per il fileteador per essere molto più grande e pieno di anfratti. Nelle imprese di carrozzerie lavoravano carpentieri, fabbri,  pittori di liccio e fileteadores. Si trovavano fondamentalmente nei quartieri di Lanús, Barracas e Pompeya. Il camion arrivava con il suo telaio e la sua cabina di fabbrica, e gli si fabbricava il cassone, che poteva essere di legno duro di lapacho o di pino, ben pulito per far credere che era buono, ma che in realtà durava molto meno. Poi, il fabbro forgiava i ferri creando ornamenti.

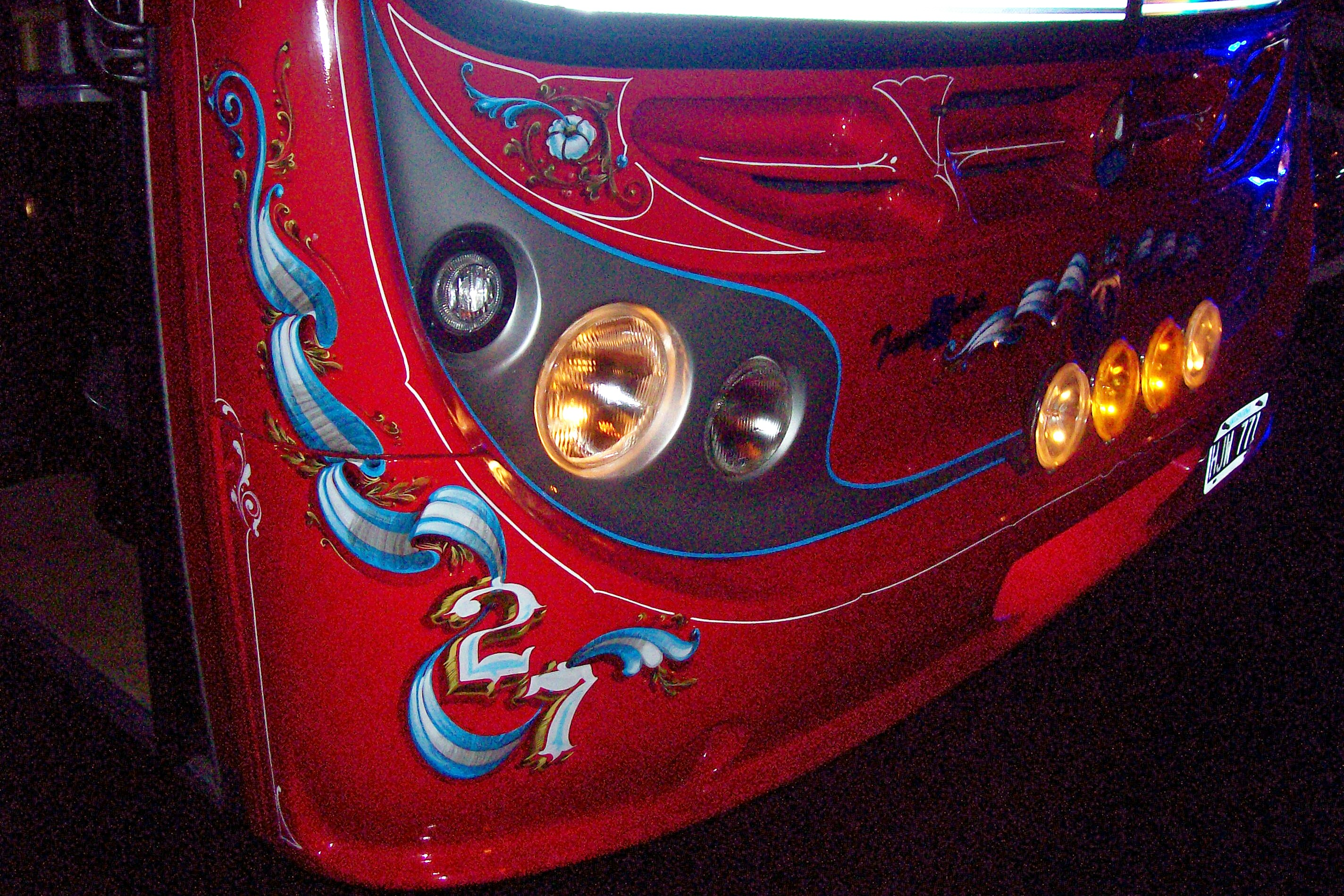
Fileteado in una unità moderna

Il lavoro del fileteador arrivava alla fine e dipingeva su ponteggi. Soleva decorare i pannelli laterali di legno (tavoloni) con fiori e draghi, mentre la tavola principale si ornava con qualche tema proposto dal padrone. Il fileteador firmava nel tavolone o accanto al nome della carrozzeria.
Quando l'autobus di Buenos Aires (il cosiddetto colectivo porteño) cominciò a non avere più la dimensione di un'auto per passare ad essere una specie di camion modificato per trasportare gente, cominciò ad essere "filettato". La superficie da dipingere mancava di divisioni come quelle del cassone del camion, era metallica e il filete da dipingere era più elementare, senza figura. Si usava molto, in compenso, la linea arabesca e i fregi, in forma orizzontale e che facevano il giro della carrozzeria del colectivo. Il nome dell'impresa si scriveva in lettere gotiche e il numero dell'unità soleva disegnarsi in maniera che si relazionasse con il numero della quiniela, il popolare gioco del lotto argentino. Il colectivero, ossia il conducente del veicolo, non voleva che questo assomigliasse a un camion di frutta e verdura, per cui i fiori erano "proibiti". All'interno del colectivo si filettava occasionalmente la parte posteriore del sedile del conducente.

## Tecnica

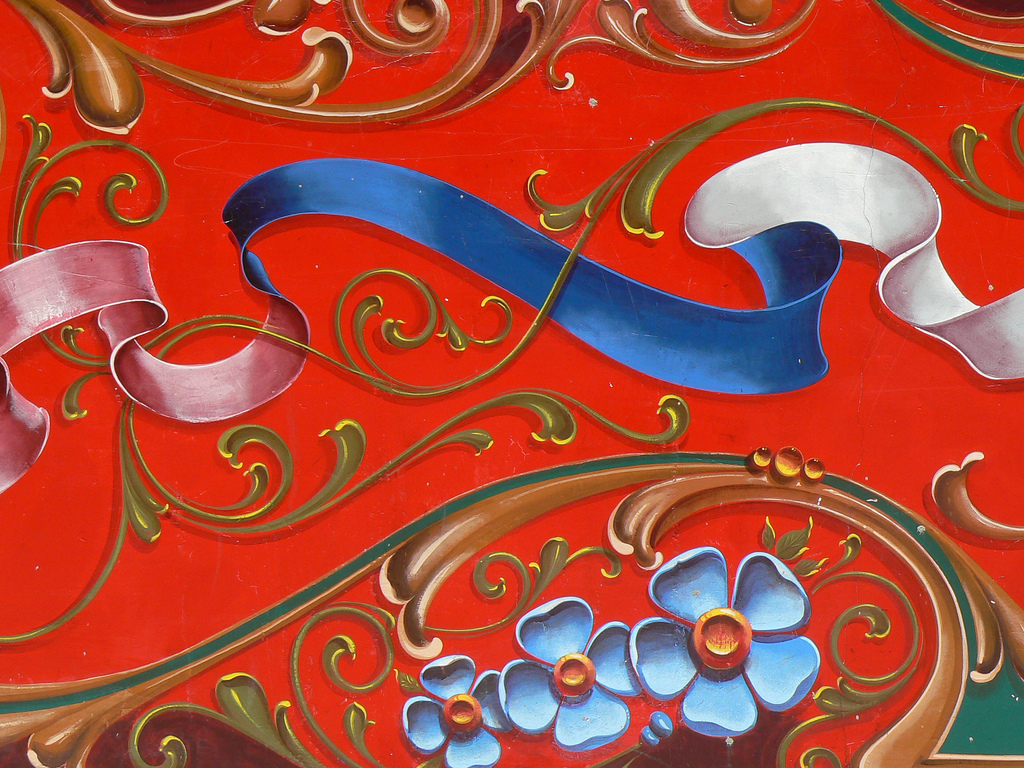
Colori forti e uso sovraccarico della superficie

Il fileteador utilizzava per disegnare la sua opera uno "spolvero" (espúlvero), una carta sulla quale si disegnava l'opera; poi si perforava con uno spillo seguendo il tratto del disegno, si collocava sulla superficie da dipingere e, per ultimo, si spolverava su di esso gesso o carbone in polvere, nello stile dei maestri rinascimentali, in maniera che indicasse dove doveva realizzarsi il tratto con il pennello. Fatto questo, si utilizzava il rovescio dello spolvero per ripetere gli stessi passaggi in un'altra sezione della superficie da dipingere, per ottenere la stessa immagine ma al rovescio, In questa maniera si ottenevano le immagini simmetriche, così caratteristiche del fileteado.
Per dipingere i filetti diritti si usa un pennello a peli lunghi (6 cm) e manico corto (o senza manico) chiamato bandita. Per le lettere e gli ornati si utilizzano i cosiddetti pennelli da lettere con peli di 3,5 cm di lunghezza. All'inizio si utilizzava olio di lino, colla e colori naturali. Poi smalto sintetico. L'uso di vernice trasparente fu un'idea di Cecilio Pascarella: mischiandolo con appena qualche goccia di nero e vermiglione, lo si applica suo disegno già dipinto seguendo le pennellate della pittura base, ottenendo così un effetto in rilievo. L'effetto di volume si ottiene facendo risaltare le luci e le ombre con lucidi e sfumati.

## Caratteristiche e temi ricorrenti
Nel libro Filete porteño, di Alfredo Genovese, l'antropologo Norberto Cirio descrive come caratteristiche formali del fileteado:
1. l'alto grado di stilizzazione
2. la preponderanza di colori vivaci
3. la marcatura di ombre e chiaroscuri che creano fantasie di profondità
4. il gusto preferenziale per la scrittura gotica o i caratteri molto ornati
5. il quasi ossessivo ricorso alla simmetria
6. la chiusura di ogni composizione in una cornice (prende la forma del supporto della collocazione)
7. il sovraccarico dello spazio disponibile
8. la concettualizzazione simbolica di molti degli oggetti rappresentati (il ferro di cavallo come simbolo di fortuna, i draghi como simbolo di forza).

Poiché i fileteados erano realizzati sui veicoli di trasporto appartenenti a privati, dovevano adattarsi alle esigenze dei loro padroni. Tanto questi quanto i fileteadores erano molte volte immigranti, nella maggioranza italiani e spagnoli, di condizione umile. Per questa ragione i motivi della decorazione solevano alludere a desideri e sentimenti simili, legati alla nostalgia che sentivano per la loro patria di origine e alla gratitudine e alla speranza di migliorare le loro condizioni di vita nel nuovo paese con il duro lavoro di ogni giorno.
D'altra parte, nascendo sotto gli stessi alberghetti e pensioni dei sobborghi nei quali nacque il tango, i motivi del fileteado si legarono a quest'ultimo. Gli elementi che sogliono ripetersi in esso sono:
Fiori
Simboli del bello. I più comuni erano quelli di quattro e cinque petalo illuminati da sopra. Rare volte apparivano i gigli o le rose. Si suole accompagnarli con stilizzazioni di foglie di acanto.
Navi
Simbolo della nostalgia, che esprimono il desiderio di tornare al paese d'origine. Attualmente non si utilizzano più.
Sole
Di formato simile a quello dello scudo nazionale argentino. A volte disegnate come sole nascente, che dà l'idea di prosperità.
Scenario

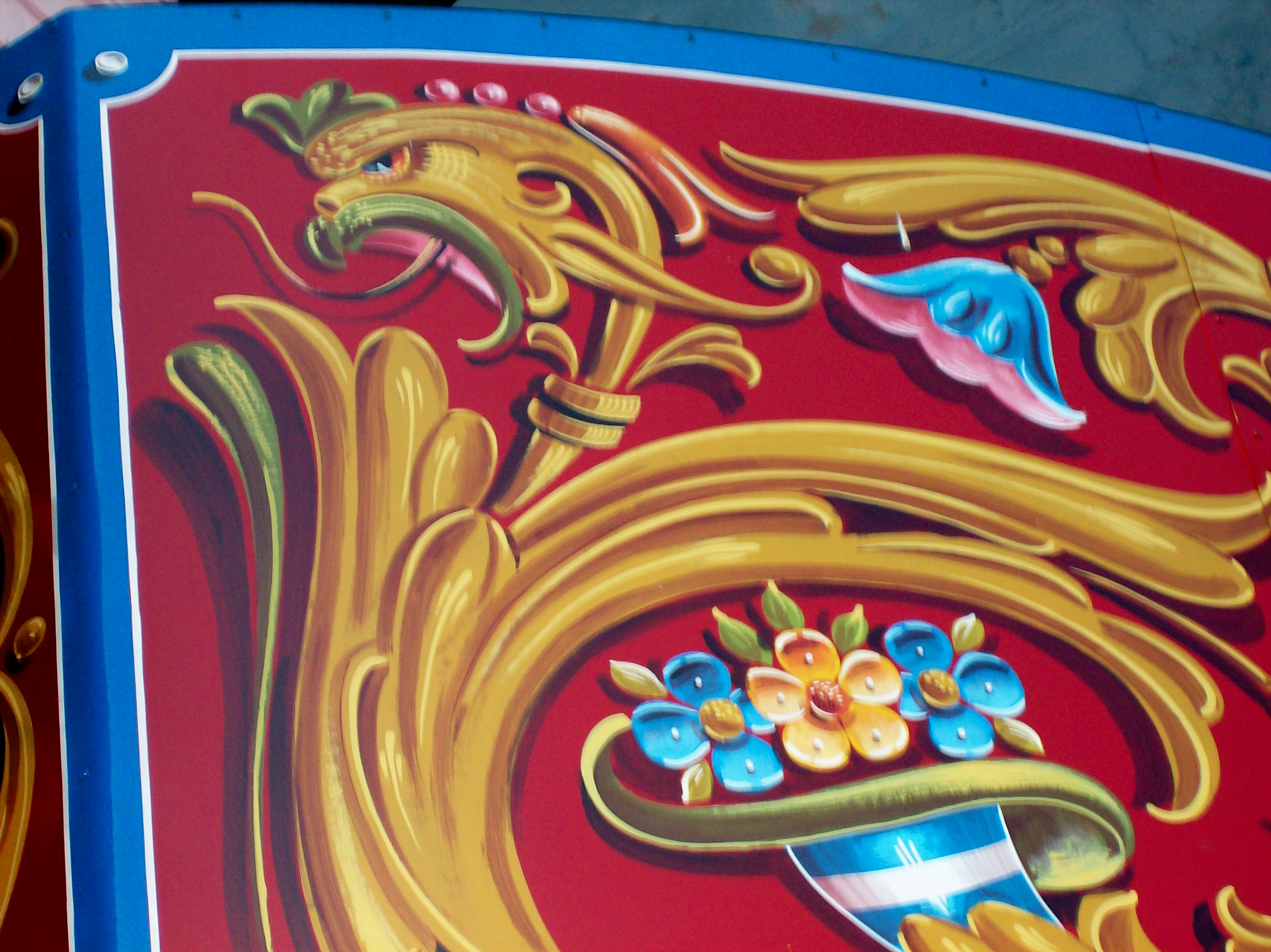
Il drago, animale immaginario ma recurrente.

Due tendine semiaperte, come nel teatro, che lasciano vedere le iniziali del padrone del veicolo.
Mani strette
Generalmente con qualche allusione alla famosa frase del poema del Martín Fierro, di José Hernández: «Los hermanos sean unidos, porque esa es la ley primera...» ("I fratelli siano uniti, perché questa è la prima legge...").
Personaggi

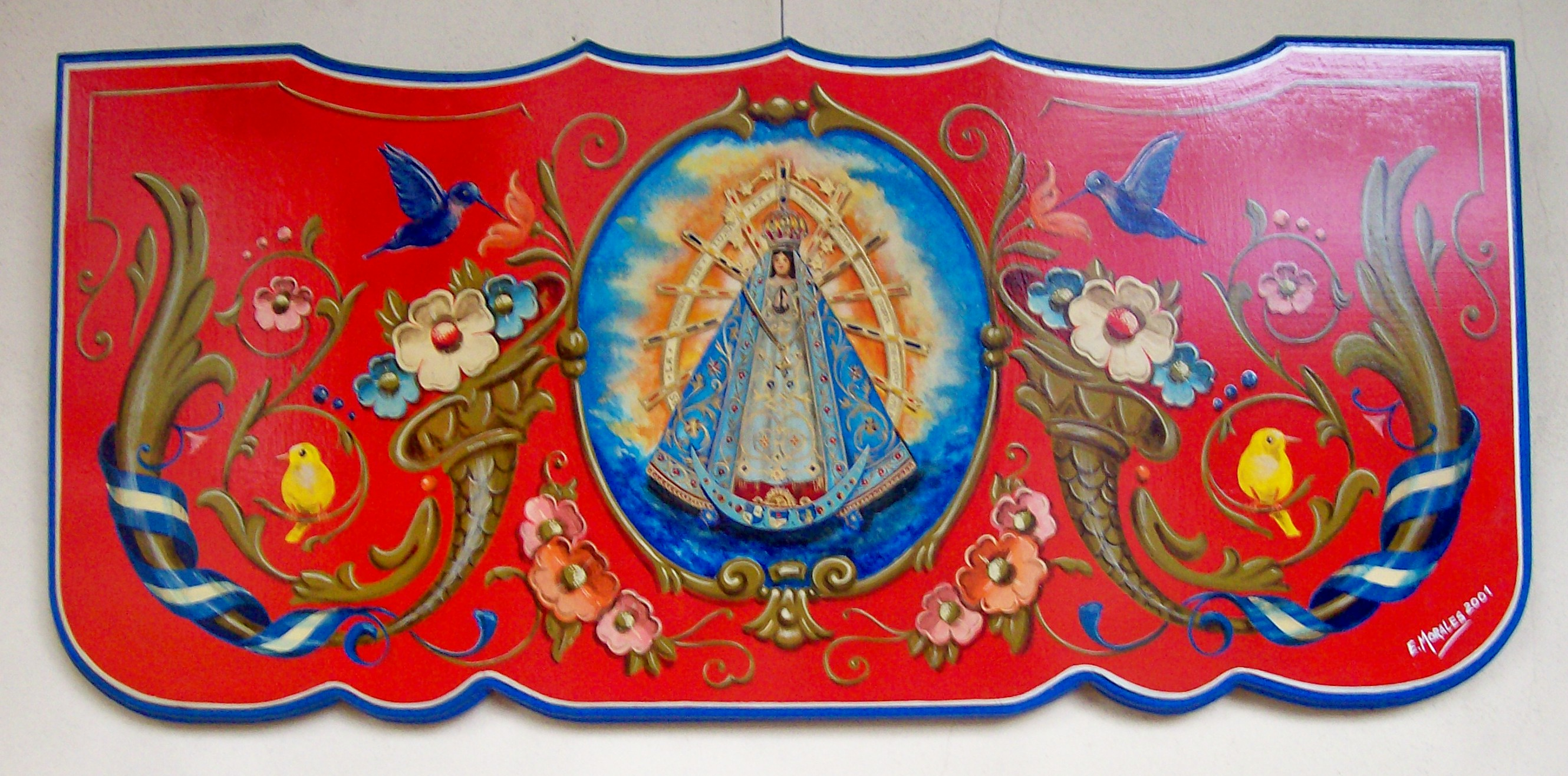
Vergine di Luján

Fondamentalmente quello dell'idolo tanguero Carlos Gardel o della Vergine di Luján, signora e patrona dell"Argentina e protettrice delle strade.
Nastri, bandiere o fiocchi
Qualcuno di questi elementi è presente in qualsiasi opera, con i colori dell'Argentina (celeste e bianco) e a volte accompagnata dalla bandiera di un altro paese, o club di calcio.
Animali

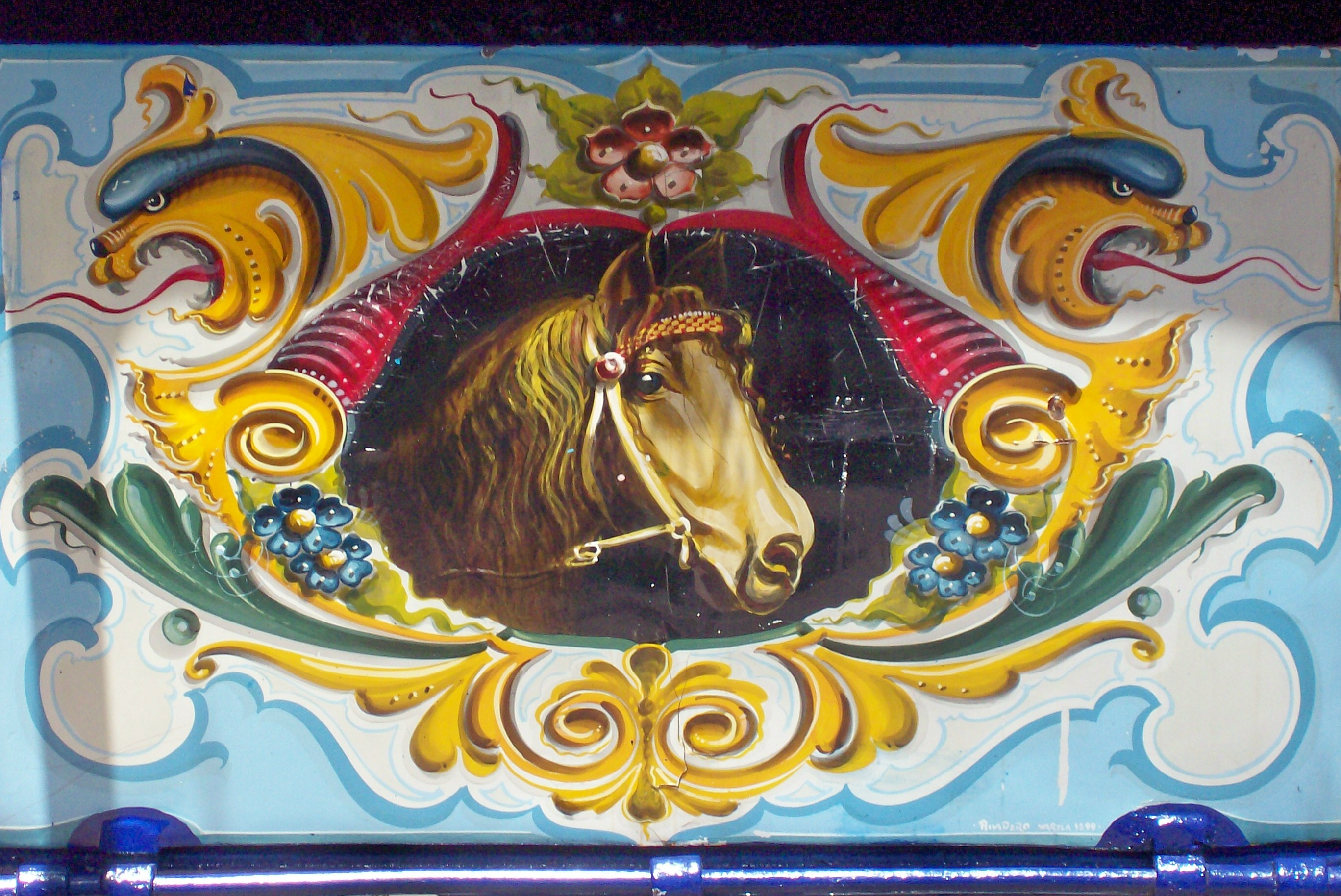
Il cavallo, uno degli animali più richiesti

- Immaginari, come uccelli di specie inesistenti o draghi, allegoria del machismo porteño, che si pensa che Miguel Venturo abbia incorporato ispirato dagli esterni del Teatro Nacional Cervantes di Buenos Aires. O draghi, come emblema di fierezza o virilità.
- Reali: fondamentalmente il leone, simbolo di tempra salda contro le avversità. O il cavallo, generalmente quello delle corse incorniciato in un ferro di cavallo portafortuna o in alguni casi il cavallo criollo.

Gli oggetti dipinti sogliono apparire accompagnati da filigrane, arabeschi, nappe, guardie, pergamene, pissidi o cornucopie.

## Lettere e frasi
(Jorge Luis Borges, riferendosi alle frasi del fileteado.)
La scrittura gotica, che i fileteadores chiamavano esgróstica, insieme alla corsiva, furono le più utilizzate in questa arte. Secondo i fratelli Enrique e Alfredo Brunetti (figli del citato Vicente), quella gotica si scelse poiché era in tutti i manuali di scrittura. Un'altra versione afferma che la scelta ebbe a che vedere con il fatto che questa scrittura appariva nei biglietti argentini. Quello che è certo è che era accettata dai clienti, i quali in definitiva erano quelli che decidevano che cosa volevano nella loro carrozzeria. Inoltre, rappresentava molto bene l'aspetto di durezza del mondo del camion e risaltava alla vista, dandole un aspetto tridimensionale e adornandola con firuletes.
In quanto alle frasi, i suoi autori non erano i fileteadores, bensì i padroni dei trasporti; generalmente si collocavano o sul davanti a modo di presentazione (El sin igual ["Il senza uguali"], Yo me presento así ["Io mi presento così"], ecc.) o nella parte posteriore, che era dove stavano di solito le frasi più originali. C'erano proverbi o leggende dei temi più diversi, divertenti, filosofiche, provocanti o galanti. Di seguito, si riporta una serie di esempi con le frasi originali e tra parentesi la traduzione in italiano (in alcuni casi riadattata per conservare rime o assonanze).
| - Condotta: - A fuerza de trabajar el caído se levanta. ("A forza di lavorare chi è caduto si rialza.") - Insegnamento: - La vida, como los dados, tiene los puntos marcados. ("La vita, come i dadi, ha i punti segnati.") - La vida es como la cebolla, hay que pelarla llorando. ("La vita è come la cipolla, bisogna pelarla piangendo.") - Fatalità: - El hombre es fuego, la mujer estopa, viene el diablo y sopla. ("L'uomo è fuoco, la donna stoppa, viene il diavolo e soffia.") - Orgoglio: - A Dios bendigo la suerte de ser... ¡Argentino hasta la muerte!. ("Benedico Dio per la fortuna di essere... Argentino fino alla morte!") - Qué milonga ni que tango, con esto me ganó el mango. ("Ma che milonga o tango, è con questo che campo.") - Amore: - Con tus ojos yo me alumbro. ("Con i tuoi occhi io mi illumino.") - Hay que endurecerse, pero perder la ternura jamás. ("Bisogna indurirsi, ma mai perdere la tenerezza.") | - Tango: - Donde canta este zorzal... hacen cola las calandrias. ("Dove canta questo tordo... fanno la fila le calandre.") - Yo nací para el fango como Arolas para el tango. ("Io sono nato per il fango come Arolas per il tango.") - Lavoro: - Con las gomas voy sellando el camino de mi trabajo. ("Con le gomme vado suggellando la strada del mio lavoro.") - Pubblicità: - De Avellaneda a la Luna, como Soda Fernández no hay ninguna. ("Da Avellaneda alla Luna, come Soda Fernández non c'è nessuna.") - Abilità: - Yo maté al Mar Muerto. ("Ho ammazzato io il Mar Morto.") - Rajen, petisos, que aquí llega el tango. ("Levatevi, piccoletti, che qui arriva il tango.") - Al final, primero yo. ("Alla fine, prima io.") | - Machismo: - Feliz de Adán que no tuvo suegra. ("Felice Adamo che non ebbe suocera.") - Se doman suegras a domicilio. ("Si domano suocere a domicilio.") - Si su hija sufre y llora, es por este pibe señora. ("Se sua figlia piange e implora, è per questo bimbo signora.") - Scherzosi - No dejes para mañana lo que puedas beber hoy. ("Non rimandare a domani quello che puoi bere oggi.") - No seré doctor... pero tengo dos chapas. ("Non sarò dottore... ma ho due targhe.") |

Qualche volta le frasi richiamarono l'attenzione di Jorge Luis Borges, che scrisse un articolo sulle stesse contribuendo alla loro divulgazione.

## Esposizioni delfilete
(Carlos Carboni a un giornalista, durante la prima esposizione del filete (1970).)

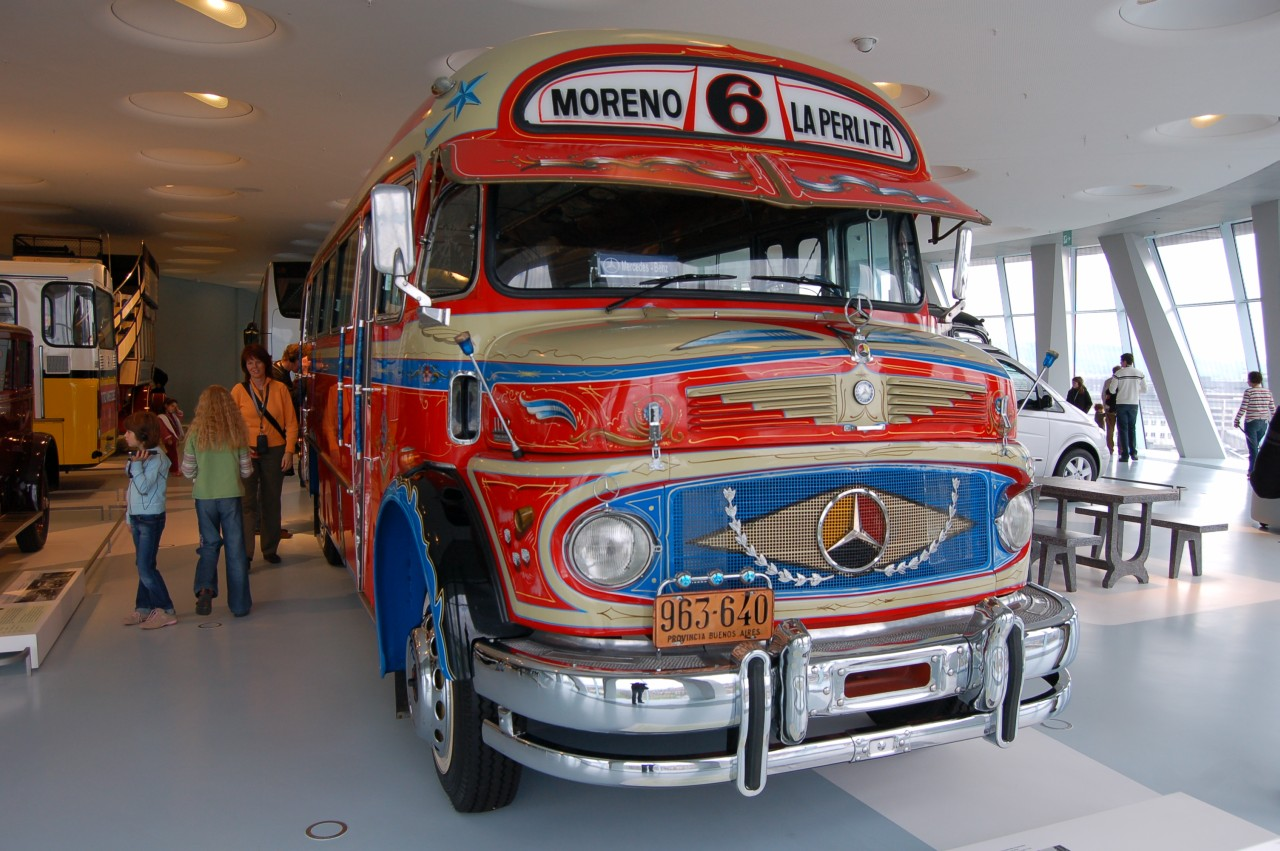
Colectivo Mercedes-Benz esposto nel museo della casa automobilistica, a Stoccarda, in Germania

La fine degli anni 60 e l'inizio degli anni 70 furono anni di splendore per il fileteado poiché, oltre ai buoni maestri di questa arte, esistevano grandi camion e colectivos (autobus) in quantità.
La scultrice argentina Esther Barugel e suo marito, il pittore spagnolo Nicolás Rubió, furono imprimi a realizzare un'indagine minuziosa sulla genesi del fileteado; organizzarono il 14 settembre 1970 la prima esposizione del filete nella Galleria Wildenstein, a Buenos Aires. Praticamente non esistevano più tavole fileteadas dell'epoca dei carri. L'esposizione, nella quale spiccò il fileteador Carlos Carboni, fu un successo e fece sì che la gente della città cominciasse ad apprezzare quello che vedeva circolare quotidianamente per le strade, ma a cui non aveva mai prestato particolare attenzione.

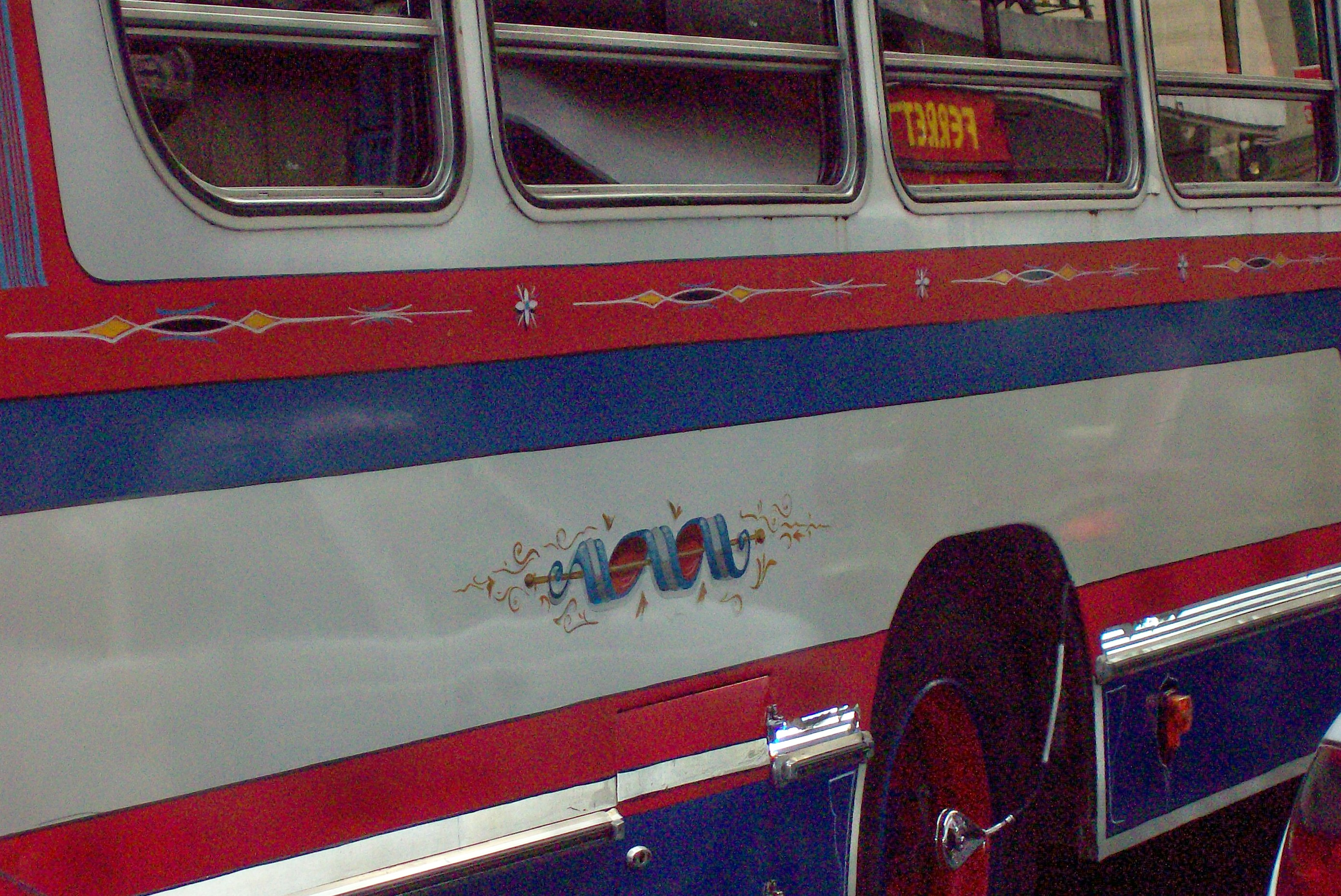
Attualmente si permette solo un elementare filete tra i piani colorati del tetto e la parte inferiore del colectivo

Il fileteado smise di essere visto allora come un semplice artigianato che serviva solo come un elementare ornamento per carro o camion, e gli fu data una maggiore importanza, venendo riconosciuto nel paese e all'estero come un'arte della cittä, che da allora si "separò" dal camion e si estese a tutti i tipi di oggetti. Le opere che furono esposte nella galleria si trovano attualmente in possesso del que se expusieron en la galería se encuentran actualmente en poder del Museo de la Ciudad de Buenos Aires.
Posteriormente, vi fu una seconda mostra in Plaza Dorrego, con la presenza di camion fileteados, che il giorno seguente sarebbero tornati al lavoro, con le loro opere d'arte sul dorso, come lo avevano sempre fatto.
Nel 1975 un'ordinanza, che fu aggiornata nel 1985, proibì il suo uso nei colectivos (ad eccezione di un filete tra i piani a colori del tetto e della parte inferiore) argomentando che producevano confusione tra i passeggeri quando dovevano leggere i numeri e i percorsi degli autobus. Malgrado questo ponga quasi fine alla propagazione del filete, e oggi giorno i pochi colectivos che ancora lo usano lo facciano in misura molto minore, riuscì a sopravvivere e a diffondersi, essendo oggi una curiosità da parte degli stranieri.
La generazione di artisti sorta nel 1970 diede impulso a diffondere l'opera e ad interessare i più giovani. Il fileteado cominciò a dipingersi nei quadri, qualcosa in cui si mise in evidenza Martiniano Arce, seguito più tardi da Jorge Muscia. Un'altra figura rilevante fu León Untroib, come maestro di fileteadores, precursore dell'utilizzazione del filete nella decorazione di diversi oggetti e nell grafica pubblicitaria, dove bisogna mettere in evidenza anche l'apporto di Luis Zorz, Miguel Gristan e, più recentemente, di Alfredo Genovese.
Il 10 novembre 2012, durante il circuito de La Notte dei Musei, fu inaugurata l'esposizione permanente di "Filete Porteño, Patrimonio del Museo della Città di Buenos Aires", in calle Defensa 217.

## Maestri
Tra i migliori esponenti di questa arte (i cosiddetti Maestros Fileteadores, citati dagli studiosi Nicolás Rubió ed Esther Barugel), si trovano i primi fileteadores: Salvatore Venturo, Cecilio Pascarella, Vicente Brunetti, Alejandro Mentaberri, Pedro Unamuno, e il rinomato Miguel Venturo; a una seconda generazione appartengono Andrés Vogliotti, Carlos Carboni, León Untroib, i fratelli Brunetti, i fratelli Bernasconi, Enrique Arce, Alberto Pereira, Ricardo Gómez, Luis Zorz e Martiniano Arce, distinguendosi quest'ultimo come un rinnovatore utilizzando per la prima volta il fileteado porteño come pittura da cavalletto e ottenendo lungo la sua carriera un solido riconoscimento nel terreno dell'arte.
Della nuova generazione si distinguono Jorge Muscia, per i premi ricevuti nel campo della plastica e le sue numerose mostre all'estero, e i fileteadores Alfredo Genovese, Elvio Gervasi, Miguel Gristan, Adrián Clara, José Espinosa, Alfredo Martínez, Sergio Menasché, tra gli altri, che continuano a sviluppare attualmentequesta arte. A partire dal decennio degli anni 90 anche varie donne si aggregano a questo compito.

## Il fileteado attualmente

### Risorgimento

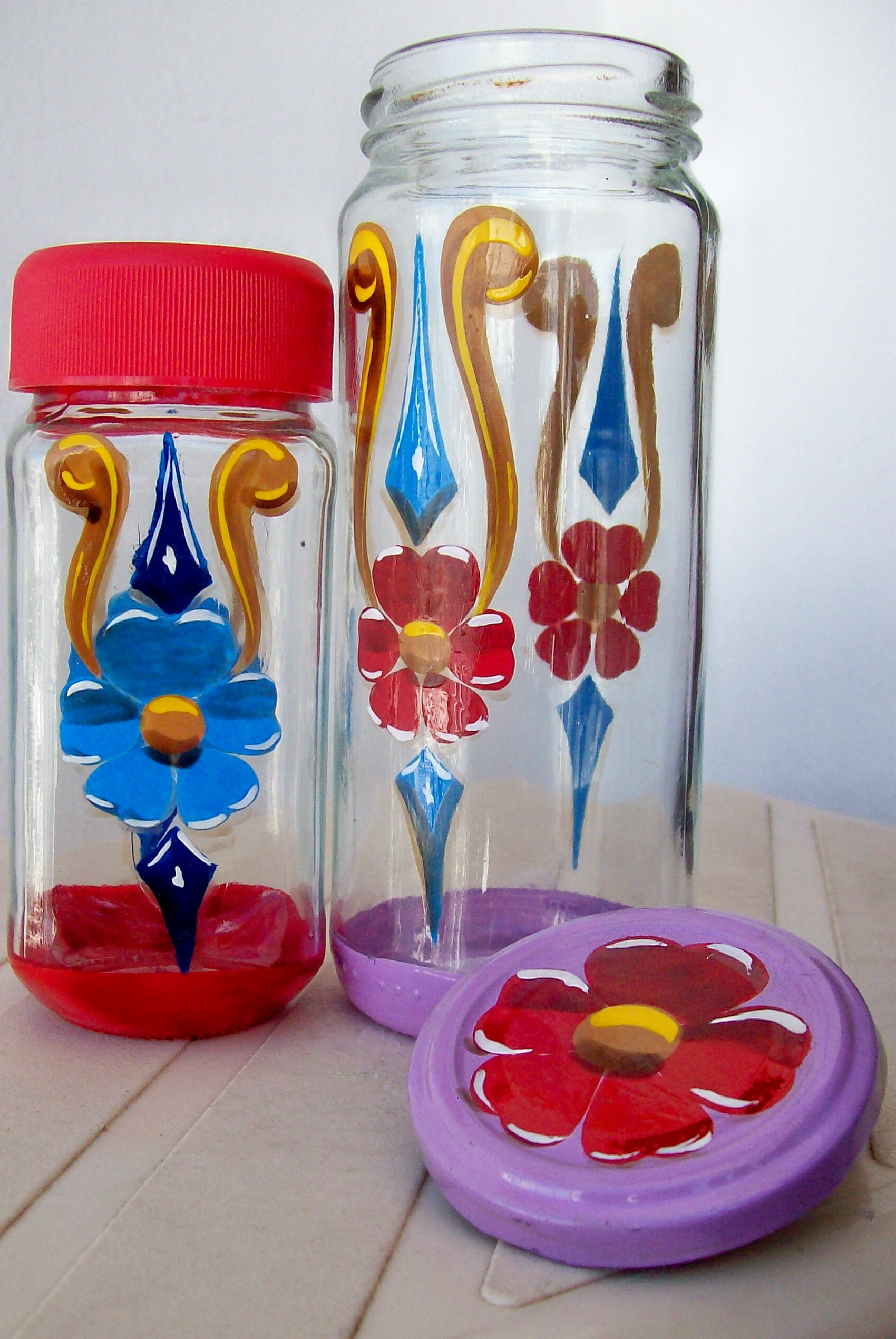
Barattoli fileteados

Il risorgimento del fileteado si deve in gran misura all'ingegno e alla creatività di coloro che cercarono nuovi supporti per plasmarlo. Così, tanto le pareti della città, quanto corde, bottiglie,  copertine di CD o perfino la pelle humana mediante il tatuaggio, sono alcune delle diverse superfici nelle quali si propagò.
Riguardo al tatuaggio, nel 1999 una campagna pubblicitaria per il canale TV Much Music fu realizzata con il corpo dei presentatori e dei musicisti "filettati" da Alfredo Genovese. I più comuni sono gli ornamenti con motivi tipici del fileteado porteño: fiori, draghi, uccelli, bandiere o scudi del calcio, e i nomi o le date con la tipografia tipica. Anche gli stranieri che visitano l'Argentina lo usano come una maniera per portarsi un ricordo legato alla città. La tecnica che si usa sulla pelle differisce un po' da quella tradizionale, così per esempio nel filete tradizionale, il bianco si usa per dare luce, ma sulla pelle non si può applicare.

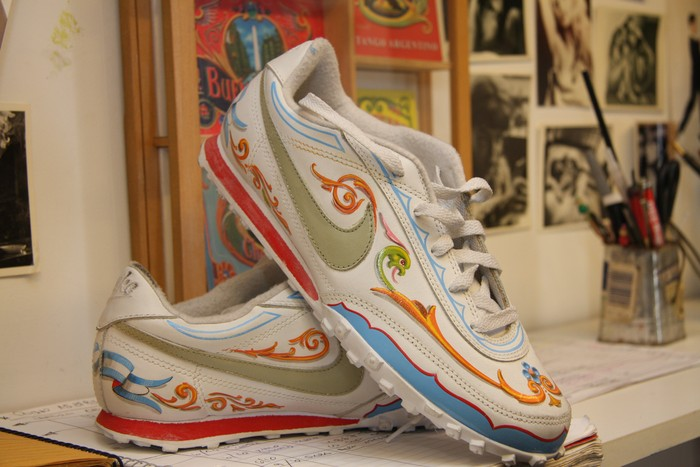
Scarpette decorate con i "filetti"

Jorge Muscia ottenne un'importante diffusione del fileteado all'estero realizzando diverse esposizioni delle sue opere in Europa, Messico e Stati Uniti. Anche Martiniano Arce, che contribuì molto a portare il fileteado su tela, ha realizzato opere che hanno girato il mondo.
Tra gli anni 2003 e 2004, il Museo Carlos Gardel organizzò il concorso El Abasto y el fileteado porteño ("L'Abasto e il fileteado porteño"), in occasione del suo primo anniversario e come parte del VI Festival Buenos Aires Tango 2004. Il luogo scelto fu la calle Jean Jaurès nell'isolato dal,n. 701 al n. 799 (tra le calles Zelaya e Tucumán), nella quale si trova il citato museo che fu a sua volta residenza dell'idolo tanguero di Buenos Aires.

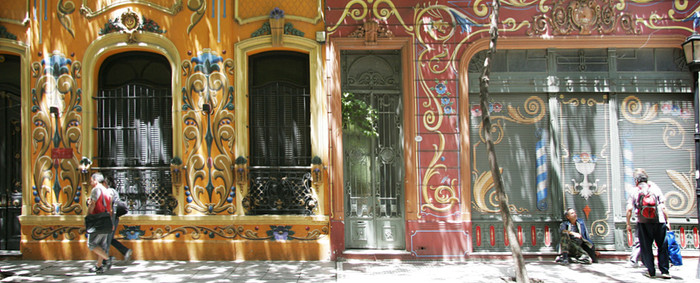
Calle Jean Jaurès.

Di 80 artisti iscritti, una giuria costituita da architetti, artisti e condomini ne premiò sei, che realizzarono i loro progetti in altrettante facciate di condomini del museo, i quali si impegnarono a mantenere le facciate intatte almeno per un anno.
Nell'anno 2006 l'assemblea legislativa porteña dichiarò il fileteado come Patrimonio culturale della Città di Buenos Aires a partire dalla sanzione della legge 1941, del deputato Norberto La Porta. In una cerimonia realizzata nel tradizionale café Tortoni La Porta si batté a favore della deroga della menzionata ordinanza del 1975 che impedisce il filete sui colectivos di Buenos Aires.

### Patrimonio culturale immateriale dell'umanità
Nel 2014, la Città di Buenos Aires candidò davanti all'UNESCO il filete porteño nella Lista rappresentativa del Patrimonio culturale immateriale dell'umanità. Nel dicembre 2015 la candidatura fu approvata dal Comitato Intergovernativo per la Salvaguardia dell'UNESCO riunito in Namibia. A partire da questa dichiarazione, il Governo della Città di Buenos Aires deve assumere l'impegno di adottare misure di salvaguardia che saranno valutate dall'UNESCO perché azioni concrete proteggano l'attività e il lavoro dei fileteadores, come quelli proposti nella candidatura, tra i quali concorsi fotografici che registrino i filetes del paese, la produzione di un documentario sul fileteado porteño, incontri accademici e congressi che stimolino nuove indagini e la creazione di una commissione permanente integrata da fileteadores e funzionari del settore della cultura.

### Fileteadoras
(Maestro Ricardo Gómez)
Gli uomini furono quelli che crearono e praticarono il fileteado per decenni e ancora oggi i più distinti fileteadores sono maschi. Le ordinazioni delle opere erano realizzate da camionisti o autisti di autobus (colectiveros), mestieri che erano considerati poco appropriati per le donne. Ma a partire dal decennio dei '90 si aggiungono anche varie donne a praticarlo. Queste, alle quali il fileteado fece riferimento quasi sempre solo come soggetti, quando si trattava di una madre, una vergine o una sirena, cominciarono a interessarsi direttamente di questa arte. Il problema fu che praticamente non esistevano corsi per apprenderlo e scarseggiavano i luoghi dove il fileteado si utilizzasse. Alcuni dei pochi che orientarono i più giovani furono Luis Zorz, Ricardo Gómez (il primo che cominciò a tenere seminari per donne, in Parque Avellaneda), Alfredo Martínez, e Genovese, quest'ultimo già verso la fine del XX secolo. La cosa nuova era che a questi corsi assitevamo e assistono in maggioranza donne.
Così, di lì a poco, pittrici talentuose cominciarono ad apprenderlo e in questa maniera si arrivò nel settembre 2003 a organizzare una mostra di opere realizzate da 15 donne nel Museo de Arte Popular José Hernández, essendo il suo curatore il menzionato Ricardo Gómez.

## Giornata delfilete
Il 14 settembre si celebra la giornata del fileteado porteño in commemorazione della già citata prima esposizione di filete porteño che si tenne in quella data nel 1970 a Buenos Aires, nella Galleria Wildenstein.

### Annotazioni
1. ↑  La parola firulete viene dal gallego ferolete, letteralmente "fiorellino". In spagnolo assume significati diversi a seconda del contesto e della regione geografica, tutti comunque riconducibili all'idea di "ornamento". In Argentina, la parola firuletes indica in particolare gli "svolazzi" o "arabeschi" delle linee del fileteado, ma anche un movimento del tango quando i ballerini incrociano le gambe tra loro, spesso in maniera sensuale. Infine, El firulete è anche il titolo di un famosissimo tango-milonga, scritto nel 1956 da Rodolfo Taboada e Mariano Mores. Per una spiegazione completa del vocabolo, si veda  Firulete, su El arca de las palabras, 10 settembre 2010. URL consultato il 14 agosto 2018.
2. ↑  L'espressione colloquiale Andá a cantarle a Gardel è tipicamente argentina e uruguayana ed è divenuta quasi proverbiale in questi due paesi. Tradotta letteralmente vuol dire "Va a cantare a Gardel", e fa riferimento a Carlos Gardel, considerato la "voce" del tango e uno dei più grandi cantanti di tutti i tempi. Si usa quindi per ironizzare su qualcuno che si ritiene migliore di qualcun altro, o viceversa, come in questo caso con le fileteadoras, per sottolineare la bravura di qualcuno che non teme confronti, come Gardel nel canto. Più spesso, serve ad esprimere incredulità o scetticismo di fronte ad affermazioni palesemente esagerate o anche, semplicemente, per mandare a quel paese una persona. Si veda ad esempio, per maggiori spiegazioni,  ¿Andá a cantarle a Gardel?, su ar.answers.yahoo.com. URL consultato il 17 agosto 2018.

### Fonti
1. 1 2   Mauricio Giambartolomei, El fileteado porteño fue declarado Patrimonio Cultural Inmaterial de la Humanidad, in Diario La Nación, 1º dicembre 2015. URL consultato il 1º dicembre 2015 (archiviato dall'url originale il 12 giugno 2018).
2. ↑  
 Taller del fondo, su tallerdelfondo.com.es (archiviato dall'url originale il 9 luglio 2013).
3. ↑   Enrique Brunetti, El filete y los primeros fileteadores, in E. Barugel e N. Rubió (a cura di), Los Maestros Fileteadores de Buenos Aires, 1988,  p. 52 (si veda la bibliografia).
4. ↑  Genovese 2007, p. 17.
5. 1 2 3 4 5 6 7 8 9  Citata in El filete porteño (si veda la bibliografia).
6. 1 2 3 4  Citata in El Arte del Filete (si veda la bibliografia).
7. 1 2 3 4 5 6  Citata in Los Maestros Fileteadores de Buenos Aires (si veda la bibliografia).
8. ↑  Le iscrizioni dei carri,  in Evaristo Carriego (1930), trad. di Vanna Brocca, Palazzi 1970; trad. di Paolo Collo, Einaudi, Torino 1972, ISBN 88-06-15192-4.
9. ↑  Citato nella controcopertina del libro El Filete Porteño (si veda la bibliografia).
10. 1 2   Fileteado porteño, su buenosaires.gov.ar, Ciudad de Buenos Aires. URL consultato il 17 agosto 2018 (archiviato dall'url originale il 22 novembre 2012).
11. ↑  Regolamento S.E.T.O.P. numero 1606/75 aggiornato a giugno 1985.
12. 1 2  Barugel e Rubió 2005.
13. 1 2   Actualidad del Fileteado Porteño, su buenosaires.gob.ar, Buenos Aires Ciudad. URL consultato il 17 agosto 2018.
14. 1 2   Einat Rozenwasser, El clásico fileteado se renueva y también lo usan para tatuajes,, in Diario Clarín, 18 ottobre 2014. URL consultato il 17 agosto 2018.
15. ↑   El fileteado porteño llenó de color una cuadra del Abasto, in Diario Clarín, 1º marzo 2004. URL consultato il 17 agosto 2018 (archiviato dall'url originale il 17 ottobre 2009).
16. ↑  
 Cecilia Ivanchevich, El filete es ley, su Soles Digital, 13 giugno 2016. URL consultato il 17 agosto 2018.
17. 1 2   El filete porteño, un arte de hombres hecho por mujeres, in Diario Clarín 20 settembre 2003. URL consultato il 17 agosto 2018 (archiviato dall'url originale il 1º dicembre 2008).